# Кохання-зітхання 2
«Кохання-зітхання-2» — продовження російського кінофільму 2007 року «Кохання-зітхання». Прем'єра відбулася 23 грудня 2008 року.

## Сюжет
Андрій і Марина Голубєви завели дітей. Проходить десять років, але непорозуміння не полишає родину. На день народження Світлани і Гліба батьки дарують їм механічних собак замість справжніх, але діти незадоволені. Ще і батьки відправляють їх до школи, коли вони могли б і залишитися вдома. Марина та Андрій, вирушають на купівлю діаманта Сльоза Махараджі Нероном.
Пізніше до будинку Голубєвих приходить лікар Коган і дарує двійнятам чарівний бумеранг, який допомагає краще зрозуміти людей. У пориві злості Гліб запускає цей бумеранг і наступного дня прокидається в тілі Андрія, а Світлана в тілі Марини. По своїй недосвідченості Гліб підписує договір, через який Олег Нерон може відняти у Голубєвих все, включаючи особисті речі, будинок. Адже діамант, придбаний ним, виявився фальшивим. Світла та Гліб починають шукати роботу, а Андрій і Марина не дають продати будинок, виставлений на продаж.
Наприкінці фільму Єлизавета Левицька, що викрала алмаз, і Віктор, колишній актор, що вдавав із себе няню, аби дістати електронний ключ від банківської комірки Левицької, в якій лежали облігації на суму 10.000.000 доларів, замикають Голубєвих на покинутому складі, останнім часом заселеному бомжами і собаками, влаштовують підпал і йдуть, несучи з собою алмаз, але забувають облігації.
Тим часом з'ясовується, що справжній алмаз у Гліба, а у Лівицької — скло. Вони прорізають скляні двері, випускають собак і тікають, як раз під час вибуху, а в цей час Віктор та Левицька повертаються за облігаціями. Голубєви виходять на волю в своїх тілах, а два обманщики перетворюються на собак, про яких мріяли діти. Виходять собаки не з порожніми лапами, а з облігаціями. Родина викуповує свій будинок і речі, бере з собою людей, що перетворилися на собак, не підозрюючи, хто вони насправді.

## У ролях
- Крістіна Орбакайте — Марина Голубєва
- Гоша Куценко — Андрій Голубєв
- Денис Парамонов — Гліб Голубєв
- Аліна Булинко — Світлана Голубєва
- Андрій Ургант — Нерон (Власов Олег Львович)
- Лідія Вележева — Левицька Єлизавета Федорівна
- Кирило Плетньов — Віктор Павлович Синьков / Вікторія Павлівна Сінькова
- Ольга Орлова — Олена, подруга Марини
- Дарія Дроздовська — Соня, подруга Марини
- Михайло Козаков — лікар Коган
- Володимир Чуприков — шофер фургона

## Нагороди та номінації
| Нагороди та номінації   | Нагороди та номінації     | Нагороди та номінації                 | Нагороди та номінації | Нагороди та номінації |
| Нагорода                | Категорія                 | Номінант                              | Результат             |                       |
| ----------------------- | ------------------------- | ------------------------------------- | --------------------- | --------------------- |
| MTV Russia Movie Awards | «Кращий фільм»            |                                       | Номінація             |                       |
| MTV Russia Movie Awards | «Найкраща чоловіча роль»  | Гоша Куценко                          | Номінація             |                       |
| MTV Russia Movie Awards | «Найкраща жіноча роль»    | Крістіна Орбакайте                    | Номінація             |                       |
| MTV Russia Movie Awards | «Найкраща комедійна роль» | Гоша Куценко                          | Номінація             |                       |
| MTV Russia Movie Awards | «Найкращий саундтрек»     | «Я намалюю небо» — Крістіна Орбакайте | Номінація             |                       |
| MTV Russia Movie Awards | «Киногаджет року»         | Бумеранг                              | Номінація             |                       |

## DVD
Фільм був випущений на DVD (звичайне та спрощене видання), а також у форматі Blu-ray. Звичайне DVD-видання відрізняється від спрощеного оформленням; крім того, до нього доданий трихвилинний рекламний пролог, що не можна перемотати.